# 아테라자와역
아테라자와역(일본어: 左沢駅)은 일본 야마가타현 니시무라야마군 오에정에 위치한 동일본 여객철도 아테라자와 선의 철도역이다. 이 노선의 종착역이며, 단선 승강장 1면 1선의 구조를 갖춘 지상역이다.

## 이용 현황
| 승차 인원 추이 | 승차 인원 추이 |
| 연도           | 1일 평균       |
| -------------- | -------------- |
| 2000           | 487            |
| 2001           | 402            |
| 2002           | 456            |
| 2003           | 463            |
| 2004           | 466            |
| 2005           | 443            |
| 2006           | 421            |
| 2007           | 413            |
| 2008           | 389            |
| 2009           | 396            |
| 2010           | 392            |
| 2011           | 387            |
| 2012           | 378            |
| 2013           | 357            |
| 2014           | 330            |
| 2015           | 311            |

## 역 주변
- 국도 제458호선
- 사가에강
- 모가미강
- 오에정청
- 아테라자와 온천
- 오에정 역사 민속 자료관

## 역사
- 1922년 4월 23일 : 아테라자와 케이벤 선의 사가에역 - 당 역 간 연장에 의해 개업.
- 1987년 4월 1일 : 일본국유철도 분할 민영화에 의해, 동일본 여객철도가 승계.
- 2001년 7월 : 사가에 역 이전 공사로 인해, 우젠나가사키역 - 당 역 간 버스 대행 실시. 당 역으로의 열차 발착 휴업.
- 2002년 2월 16일 : 상기 공사가 완료되어 열차 운행 재개. 현재의 역사도 사용 개시.
- 2003년 : 아테라자와 신 역사가 철도 건축 협의회상을 수상.
- 2014년 6월 1일 : 업무 위탁화.

## 인접 역
| 동일본 여객철도 아테라자와 선         | 동일본 여객철도 아테라자와 선 | 동일본 여객철도 아테라자와 선 |
| ------------------------------------- | ----------------------------- | ----------------------------- |
| 시바하시 야마가타 · 기타야마가타 방면 | ■ 아테라자와 선               | 시·종착역                     |